# Linie 1 der Pariser Straßenbahn
| |                      |                                 |                                 |
| Streckenlänge: | 17 km                |                                 |                                 |
| Spurweite: | 1435 mm (Normalspur) |                                 |                                 |
| |                      |                                 |                                 |
| Eröffnung: | 1992                 |                                 |                                 |
| Stationen: | 37                   |                                 |                                 |
| \| \| \| Asnières–Quatre Routes \| \| \| \| \| Les Courtilles \| \| \| \| \| Le Luth \| \| \| \| \| Le Village \| \| \| \| \| \| \| \| \| \| Timbaud \| \| \| \| \| \| \| \| \| \| Gennevilliers \| \| \| \| \| Parc des Chanteraines \| \| \| \| \| Chemin des Reniers \| \| \| \| \| La Noue \| \| \| \| \| Mairie de Villeneuve-la-Garenne \| \| \| \| \| Seine \| \| \| \| \| L'Île-Saint-Denis \| \| \| \| \| Seine \| \| \| \| \| Saint-Denis \| \| \| \| \| Verbindungsgleis zur Linie T8 \| \| \| \| \| Théâtre Gérald Philipe \| \| \| \| \| Marché de Saint-Denis \| \| \| \| \| Basilique de Saint-Denis \| \| \| \| \| Cimetière de Saint-Denis \| \| \| \| \| Hôpital Delafontaine \| \| \| \| \| Cosmonautes \| \| \| \| \| La Courneuve–6 Routes \| \| \| \| \| Hôtel de Ville de La Courneuve \| \| \| \| \| Stade Géo André \| \| \| \| \| Danton \| \| \| \| \| La Courneuve–8 mai 1945 \| \| \| \| \| Maurice Lachâtre \| \| \| \| \| Drancy–Avenir \| \| \| \| \| Hôpital Avicenne \| \| \| \| \| Gaston Roulaud \| \| \| \| \| Escadrille Normandie – Niémen \| \| \| \| \| La Ferme \| \| \| \| \| Libération \| \| \| \| \| Hôtel de Ville de Bobigny \| \| \| \| \| Bobigny–Pablo Picasso \| \| \| \| \| Depot \| \| \| \| \| Jean Rostand \| \| \| \| \| Auguste Delaune \| \| \| \| \| Canal de l’Ourcq \| \| \| \| \| Pont de Bondy \| \| \| \| \| Petit Noisy \| \| \| \| \| Noisy-le-Sec \| \| \| \| \| Verlängerung geplant \| \| \| \| \| Val de Fontenay \| \| |                      |                                 |                                 |
| U-Bahn-Kopfbahnhof Streckenanfang |                      | Asnières–Quatre Routes          | Asnières–Quatre Routes          |
| U-Bahn-Bahnhof |                      | Les Courtilles                  | Les Courtilles                  |
| U-Bahn-Bahnhof |                      | Le Luth                         | Le Luth                         |
| U-Bahn-Bahnhof |                      | Le Village                      | Le Village                      |
| |                      |                                 |                                 |
| U-Bahn-Bahnhof |                      | Timbaud                         | Timbaud                         |
| |                      |                                 |                                 |
| U-Bahn-Bahnhof |                      | Gennevilliers                   | Gennevilliers                   |
| U-Bahn-Bahnhof |                      | Parc des Chanteraines           | Parc des Chanteraines           |
| U-Bahn-Bahnhof |                      | Chemin des Reniers              | Chemin des Reniers              |
| U-Bahn-Bahnhof |                      | La Noue                         | La Noue                         |
| U-Bahn-Bahnhof |                      | Mairie de Villeneuve-la-Garenne | Mairie de Villeneuve-la-Garenne |
| U-Bahn-Brücke über Wasserlauf |                      | Seine                           | Seine                           |
| U-Bahn-Bahnhof |                      | L'Île-Saint-Denis               | L'Île-Saint-Denis               |
| U-Bahn-Brücke über Wasserlauf |                      | Seine                           | Seine                           |
| U-Bahn-Bahnhof |                      | Saint-Denis                     | Saint-Denis                     |
| U-Bahn-Kreuzung |                      | Verbindungsgleis zur Linie T8   | Verbindungsgleis zur Linie T8   |
| U-Bahn-Bahnhof |                      | Théâtre Gérald Philipe          | Théâtre Gérald Philipe          |
| U-Bahn-Bahnhof |                      | Marché de Saint-Denis           | Marché de Saint-Denis           |
| U-Bahn-Bahnhof |                      | Basilique de Saint-Denis        | Basilique de Saint-Denis        |
| U-Bahn-Bahnhof |                      | Cimetière de Saint-Denis        | Cimetière de Saint-Denis        |
| U-Bahn-Bahnhof |                      | Hôpital Delafontaine            | Hôpital Delafontaine            |
| U-Bahn-Bahnhof |                      | Cosmonautes                     | Cosmonautes                     |
| U-Bahn-Bahnhof |                      | La Courneuve–6 Routes           | La Courneuve–6 Routes           |
| U-Bahn-Bahnhof |                      | Hôtel de Ville de La Courneuve  | Hôtel de Ville de La Courneuve  |
| U-Bahn-Bahnhof |                      | Stade Géo André                 | Stade Géo André                 |
| U-Bahn-Bahnhof |                      | Danton                          | Danton                          |
| U-Bahn-Bahnhof |                      | La Courneuve–8 mai 1945         | La Courneuve–8 mai 1945         |
| U-Bahn-Bahnhof |                      | Maurice Lachâtre                | Maurice Lachâtre                |
| U-Bahn-Bahnhof |                      | Drancy–Avenir                   | Drancy–Avenir                   |
| U-Bahn-Bahnhof |                      | Hôpital Avicenne                | Hôpital Avicenne                |
| U-Bahn-Bahnhof |                      | Gaston Roulaud                  | Gaston Roulaud                  |
| U-Bahn-Bahnhof |                      | Escadrille Normandie – Niémen   | Escadrille Normandie – Niémen   |
| U-Bahn-Bahnhof |                      | La Ferme                        | La Ferme                        |
| U-Bahn-Bahnhof |                      | Libération                      | Libération                      |
| U-Bahn-Bahnhof |                      | Hôtel de Ville de Bobigny       | Hôtel de Ville de Bobigny       |
| U-Bahn-Bahnhof |                      | Bobigny–Pablo Picasso           | Bobigny–Pablo Picasso           |
| U-Bahn-Betriebsstelle Streckenanfang und quer · U-Bahn-Abzweig geradeaus, nach rechts und von rechts |                      | Depot                           | Depot                           |
| U-Bahn-Bahnhof |                      | Jean Rostand                    | Jean Rostand                    |
| U-Bahn-Bahnhof |                      | Auguste Delaune                 | Auguste Delaune                 |
| U-Bahn-Brücke über Wasserlauf |                      | Canal de l’Ourcq                | Canal de l’Ourcq                |
| U-Bahn-Bahnhof |                      | Pont de Bondy                   | Pont de Bondy                   |
| U-Bahn-Bahnhof |                      | Petit Noisy                     | Petit Noisy                     |
| U-Bahn-Kopfbahnhof Strecke ab hier außer Betrieb |                      | Noisy-le-Sec                    | Noisy-le-Sec                    |
| |                      | Verlängerung geplant            |                                 |
| U-Bahn-Kopfbahnhof Streckenende (Strecke außer Betrieb) |                      | Val de Fontenay                 | Val de Fontenay                 |

Die Linie 1 der Pariser Straßenbahn (Bezeichnung: T1 für Tramway 1) ist die erste Straßenbahn der Île-de-France, die nach dem Zweiten Weltkrieg gebaut und in Betrieb genommen wurde. Die Strecke befindet sich vollständig in den Départements Seine-Saint-Denis und Hauts-de-Seine nördlich von Paris. Als Tangentiallinie verbindet sie ausgehend von Asnières-Quatre Routes in der Gemeinde Asnières-sur-Seine über Gennevilliers und Saint-Denis mit Noisy-le-Sec, wo sie am Bahnhof endet (Gare de Noisy-le-Sec).

## Geschichte
Erste Überlegungen, eine Straßenbahnverbindung zwischen Saint-Denis und Bobigny einzurichten, wurden von der RATP und den örtlich zuständigen Stellen im Jahr 1982 angestellt. Geplant wurde eine Linie, die mit bevorzugter Signalsteuerung überwiegend im Zuge der Route nationale 186 und auf eigenem Gleiskörper verlaufen sollte. Sie sollte drei Métrolinien und den SNCF-Bahnhof Saint-Denis miteinander verbinden. Gerechnet wurde mit zunächst 2500 stündlichen Fahrgästen während des Spitzenverkehrs.

### Die Bauabschnitte und folgende Verlängerungen
Der erste Streckenabschnitt wurde 1992 in zwei Etappen in Betrieb genommen: am 6. Juli zunächst der Abschnitt von Bobigny – Pablo Picasso nach La Courneuve – 8 mai 1945, im Dezember dann die Verlängerung von dort bis Gare de Saint-Denis. Die nächste Erweiterung um 2,9 Kilometer mit fünf neuen Stationen im Osten der bestehenden Strecke, von Bobigny bis zum Bahnhof Gare de Noisy-le-Sec, wurde im Dezember 2003 fertiggestellt. Dort erhielt die Linie eine Umsteigemöglichkeit zum Linie E des Réseau Express Régional (RER).
Am 15. November 2012 wurde eine Verlängerung nach Westen um 4,9 Kilometer, von Saint-Denis über die Brücke Pont de l’Île Saint-Denis nach Asnières-Gennevilliers, in Betrieb genommen: es entstanden zehn neue Stationen mit Umsteigemöglichkeiten zu den RER-Linien C und D, zur Metrolinie 13 und zu mehreren Eisenbahnlinien. Seit Juli 2013 endet die Straßenbahnlinie T5 an der Station Marché de Saint-Denis in unmittelbarer Nähe der gleichnamigen Haltestelle der Linie 1.
Am 12. Oktober 2019 wurde die Linie wiederum Richtung Westen um eine Station zur neuen Endstelle Asnières-Quatre Routes verlängert. Dies stellt die erste Etappe einer weiteren Erweiterung der Strecke Richtung Westen dar, die in weiterer Folge nach Colombes führen wird, wo auch eine Verknüpfung mit der Straßenbahnlinie T2 vorgesehen ist. 

### Frühzeitige Streckenerneuerung (2006–2010)

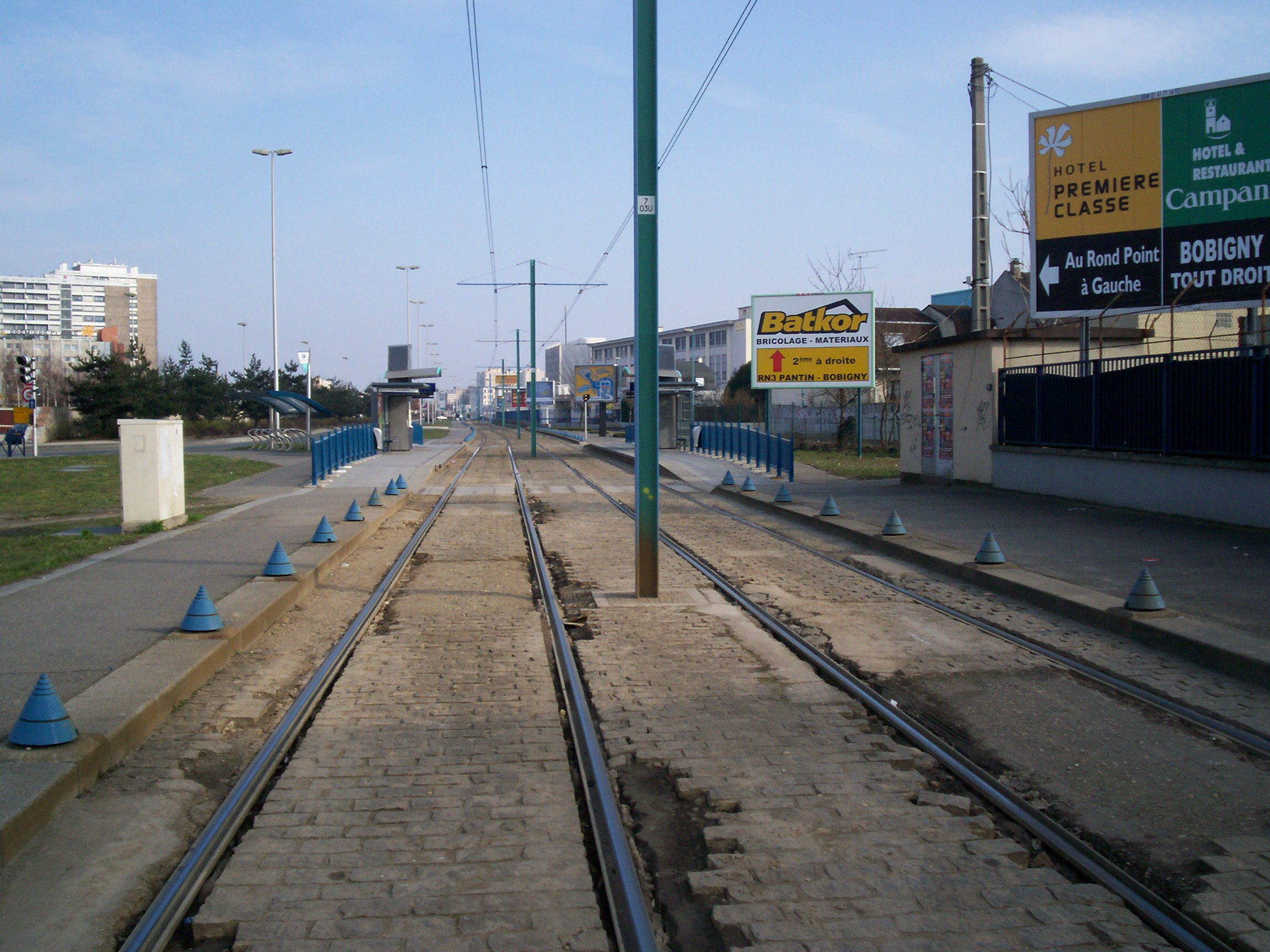
Zustand des Pflasters an der Station Gaston Roulaud im Jahr 2006

Das starke Fahrgastaufkommen mit bis zu 115 000 Reisenden pro Tag führte zu einer starken Belastung der Strecke. Die von den fahrenden Bahnen erzeugten Vibrationen führten zu einer Ermüdung der Bodenplatten, die sich vom Untergrund lösten oder auseinanderbrachen. Dies führte zu Bodenunebenheiten auch in Fußgängerbereichen, was zu Stürzen von Passanten führte. Daher wurden in den Sommerferien der Jahre 2006 bis 2010 im ältesten Bauabschnitt die Gleise erneuert, wobei Wert auf eine vibrationsdämmende Einbettung der Schienen in den Untergrund gelegt wurde. Dazu musste der Straßenbahnverkehr unterbrochen werden, ein Schienenersatzverkehr mit Gelenkbussen wurde eingerichtet. Die neuen Schienen sollen 30 Jahre halten.

## Stationen

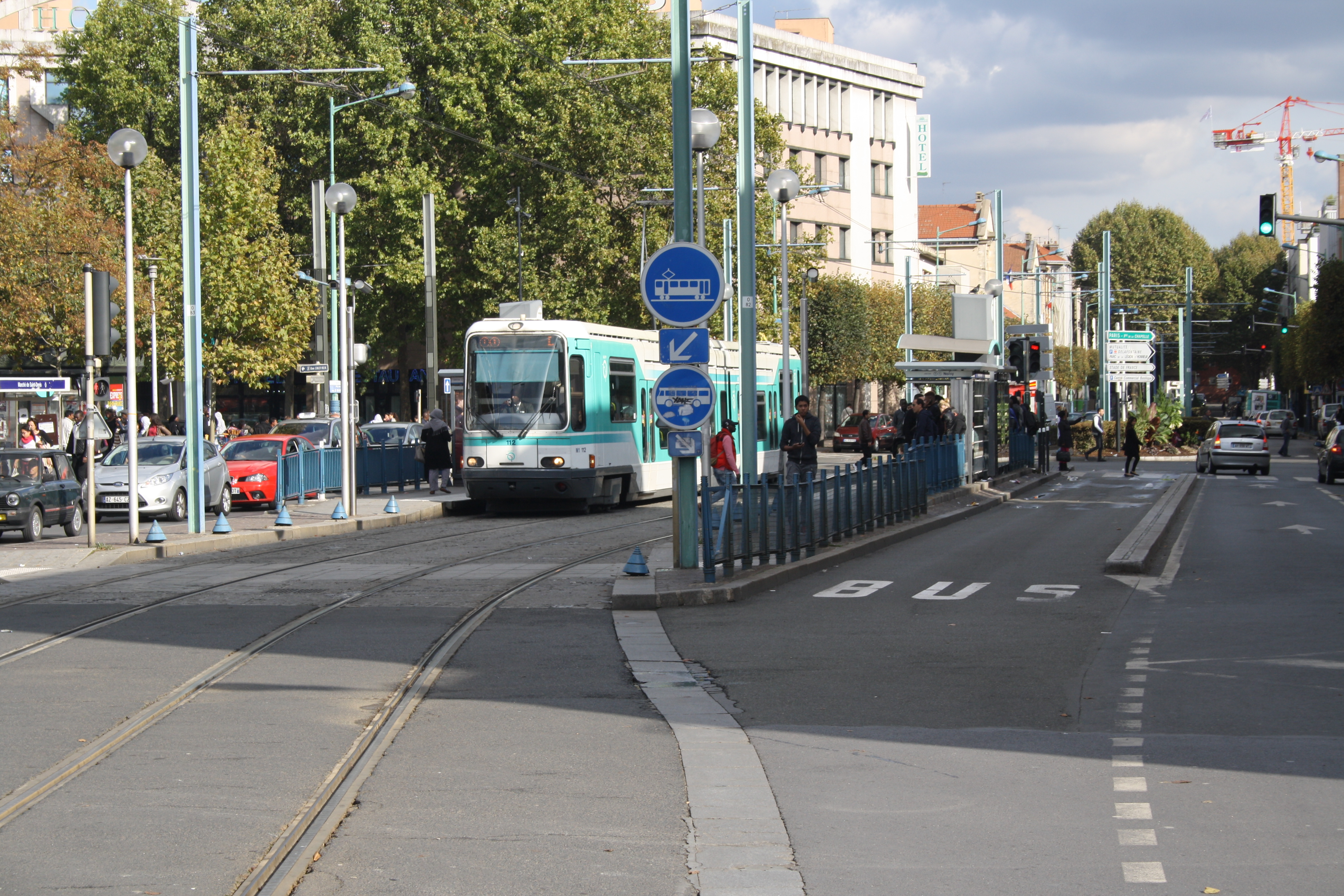
Umsteigehaltestelle Marché de Saint-Denis, die Endstation der Linie T5 liegt links hinter den Bäumen

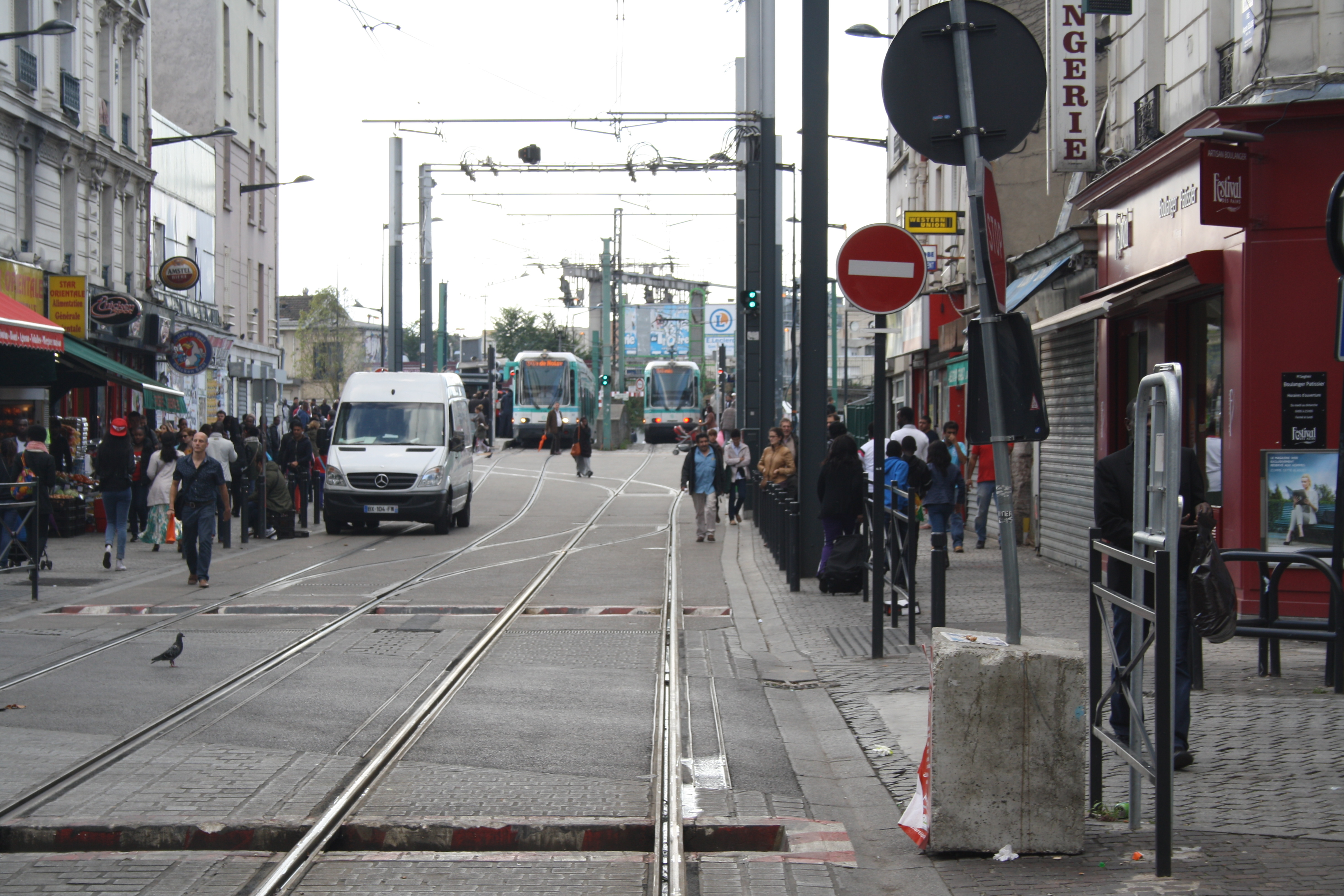
Fußgängerzone Rue Auguste Delaune, im Hintergrund die Station Gare de Saint-Denis auf der Brücke über den Canal de l’Ourcq, davor ein Abzweig zur Linie T8

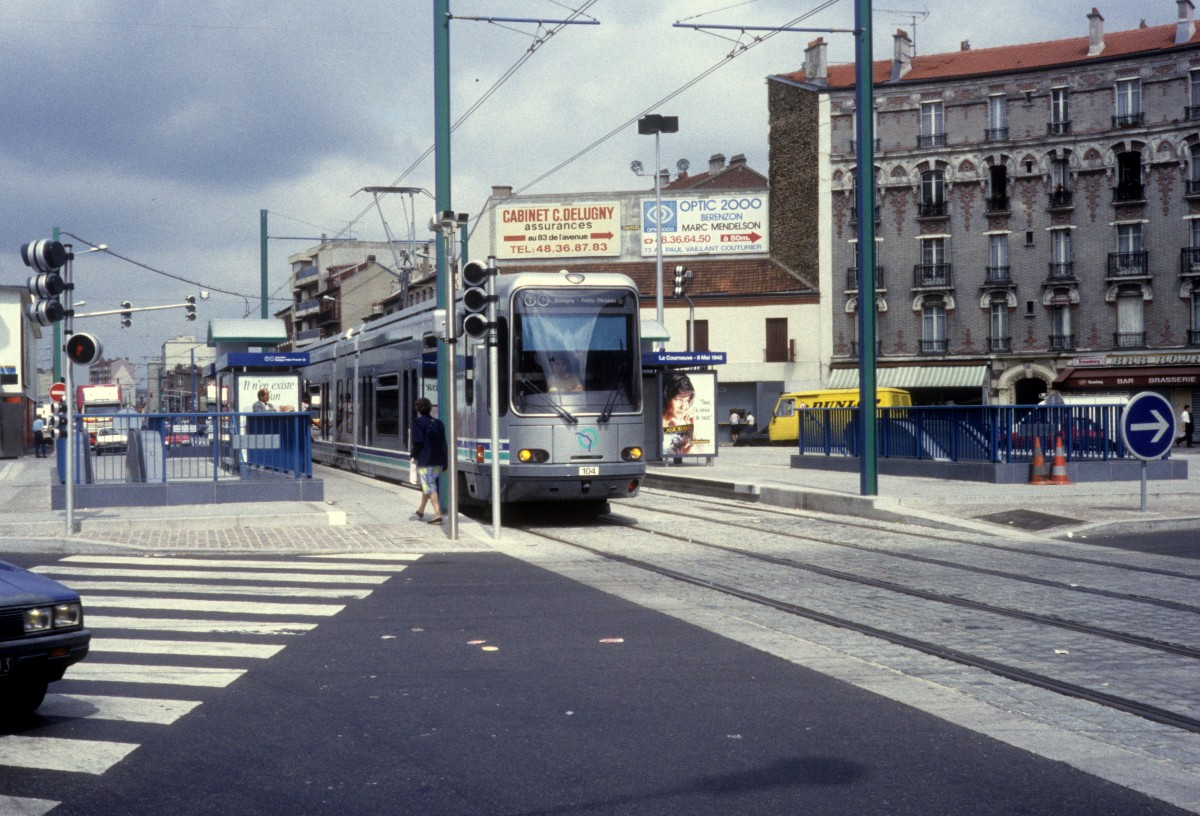
Haltestelle La Courneuve—8 Mai 1945 mit Triebwagen 104 in der ursprünglichen Farbgebung, 1992

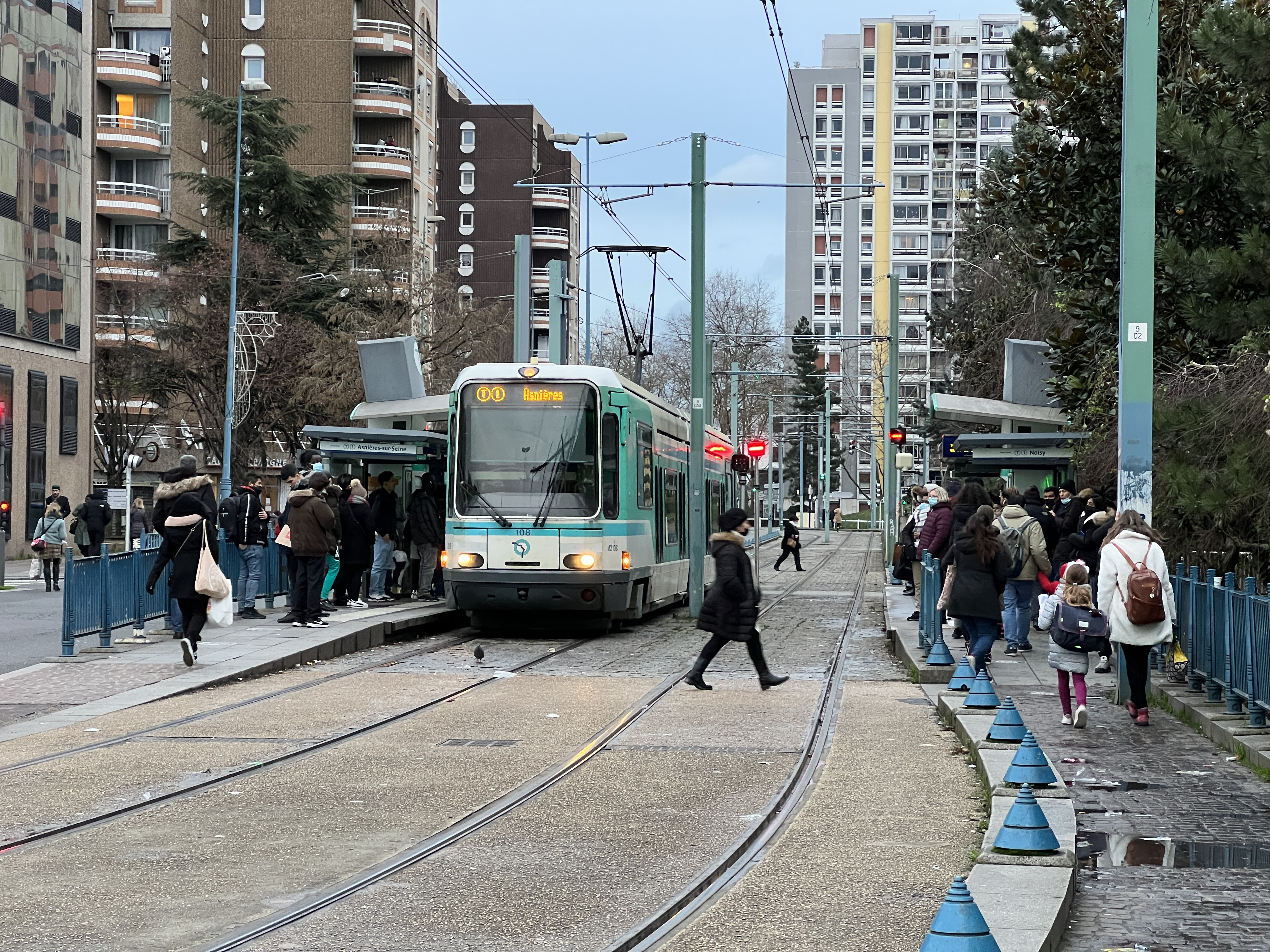
Haltestelle Bobigny–Pablo Picasso

von West nach Ost
| Straßenbahnlinie T1             | Straßenbahnlinie T1               | Straßenbahnlinie T1 |
| Station                         | Gemeinde(n)                       | Umstieg zu          |
| ------------------------------- | --------------------------------- | ------------------- |
| Asnières—Quatre Routes          | Asnières-sur-Seine                |                     |
| Les Courtilles                  | Asnières-sur-Seine, Gennevilliers | M 13                |
| Le Luth                         | Gennevilliers                     |                     |
| Le Village                      | Gennevilliers                     |                     |
| Timbaud                         | Gennevilliers                     |                     |
| Gare de Gennevilliers           | Gennevilliers                     | RER C               |
| Parc des Chanteraines           | Gennevilliers                     |                     |
| Chemin des Reniers              | Villeneuve-la-Garenne             |                     |
| La Noue                         | Villeneuve-la-Garenne             |                     |
| Mairie de Villeneuve-la-Garenne | Villeneuve-la-Garenne             |                     |
| L'Île-Saint-Denis               | L’Île-Saint-Denis                 |                     |
| Gare de Saint-Denis             | Saint-Denis                       | TRA H RER D T T8    |
| Théâtre Gérard Philipe          | Saint-Denis                       |                     |
| Marché de Saint-Denis           | Saint-Denis                       | T T5                |
| Basilique de Saint-Denis        | Saint-Denis                       | M 13                |
| Cimetière de Saint-Denis        | Saint-Denis                       |                     |
| Hôpital Delafontaine            | Saint-Denis                       |                     |
| Cosmonautes                     | Saint-Denis, La Courneuve         |                     |
| La Courneuve—Six Routes         | La Courneuve                      |                     |
| Hôtel de Ville de La Courneuve  | La Courneuve                      |                     |
| Stade Géo André                 | La Courneuve                      |                     |
| Danton                          | La Courneuve                      |                     |
| La Courneuve—8 Mai 1945         | La Courneuve                      | M 07                |
| Maurice Lachâtre                | Drancy, Bobigny                   |                     |
| Drancy—Avenir                   | Drancy, Bobigny                   |                     |
| Hôpital Avicenne                | Drancy, Bobigny                   |                     |
| Gaston Roulaud                  | Drancy, Bobigny                   |                     |
| Escadrille Normandie-Niémen     | Drancy, Bobigny                   |                     |
| La Ferme                        | Bobigny                           |                     |
| Libération                      | Bobigny                           |                     |
| Hôtel de Ville de Bobigny       | Bobigny                           |                     |
| Bobigny—Pablo Picasso           | Bobigny                           | M 05                |
| Jean Rostand                    | Bobigny                           |                     |
| Auguste Delaune                 | Bobigny                           |                     |
| Pont de Bondy                   | Noisy-le-Sec                      |                     |
| Petit Noisy                     | Noisy-le-Sec                      |                     |
| Gare de Noisy-le-Sec            | Noisy-le-Sec                      | RER E               |

## Fahrzeuge und Wartung

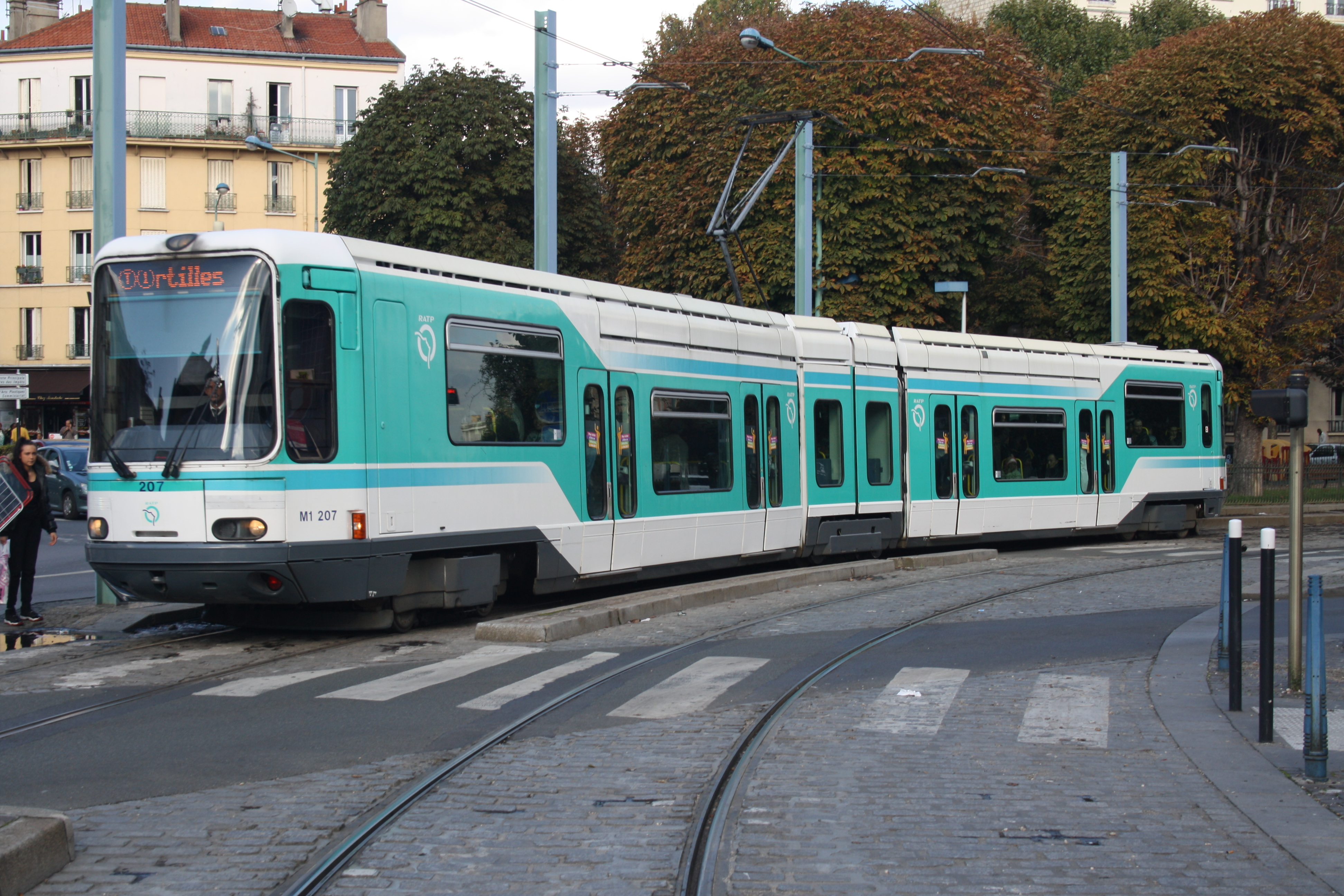
Triebwagen der Bauart TFS auf der Linie T1 in Saint-Denis

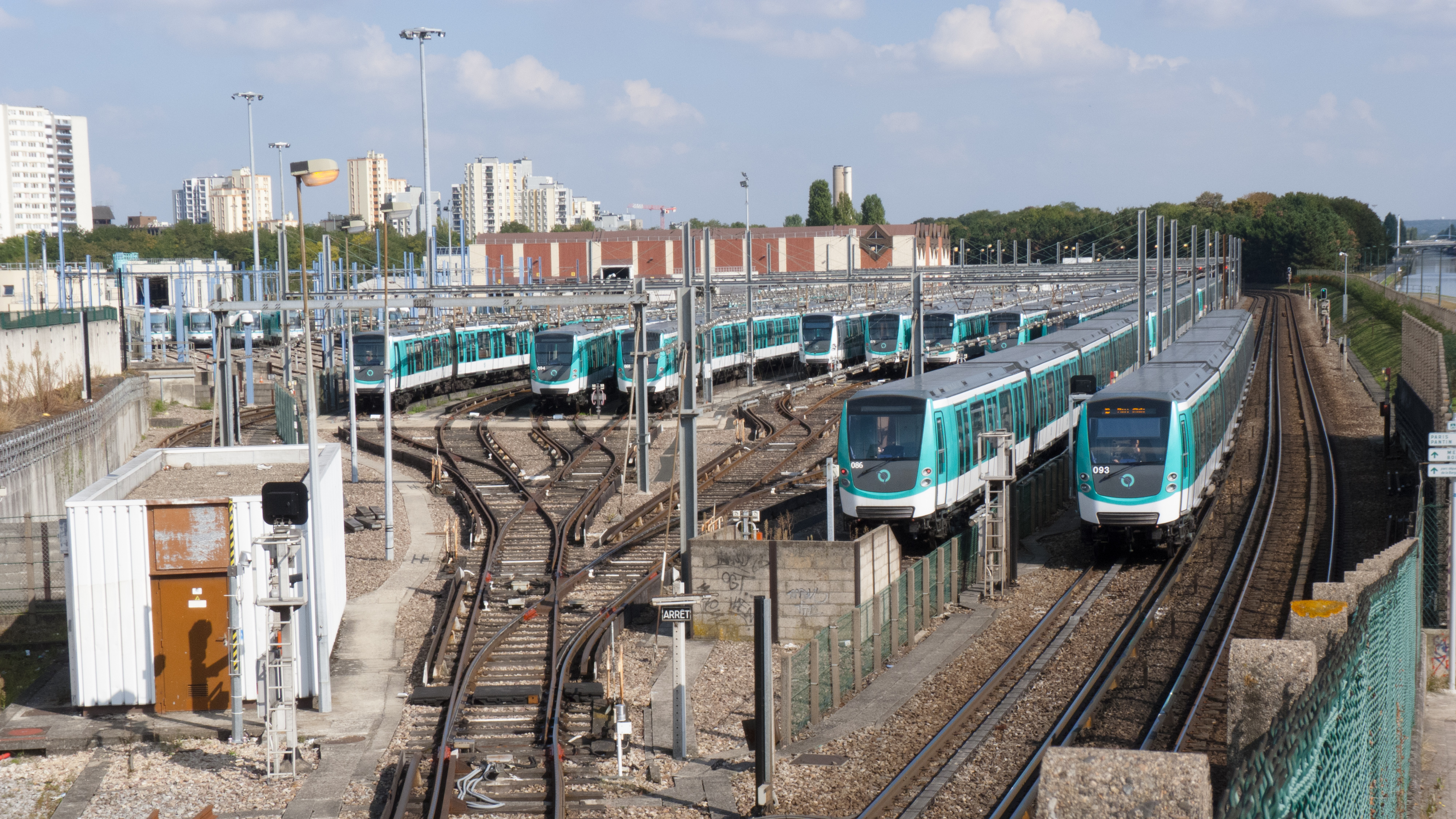
Betriebshof Ateliers de Bobigny mit Straßenbahn- (links hinten) und Métro-Fahrzeugen

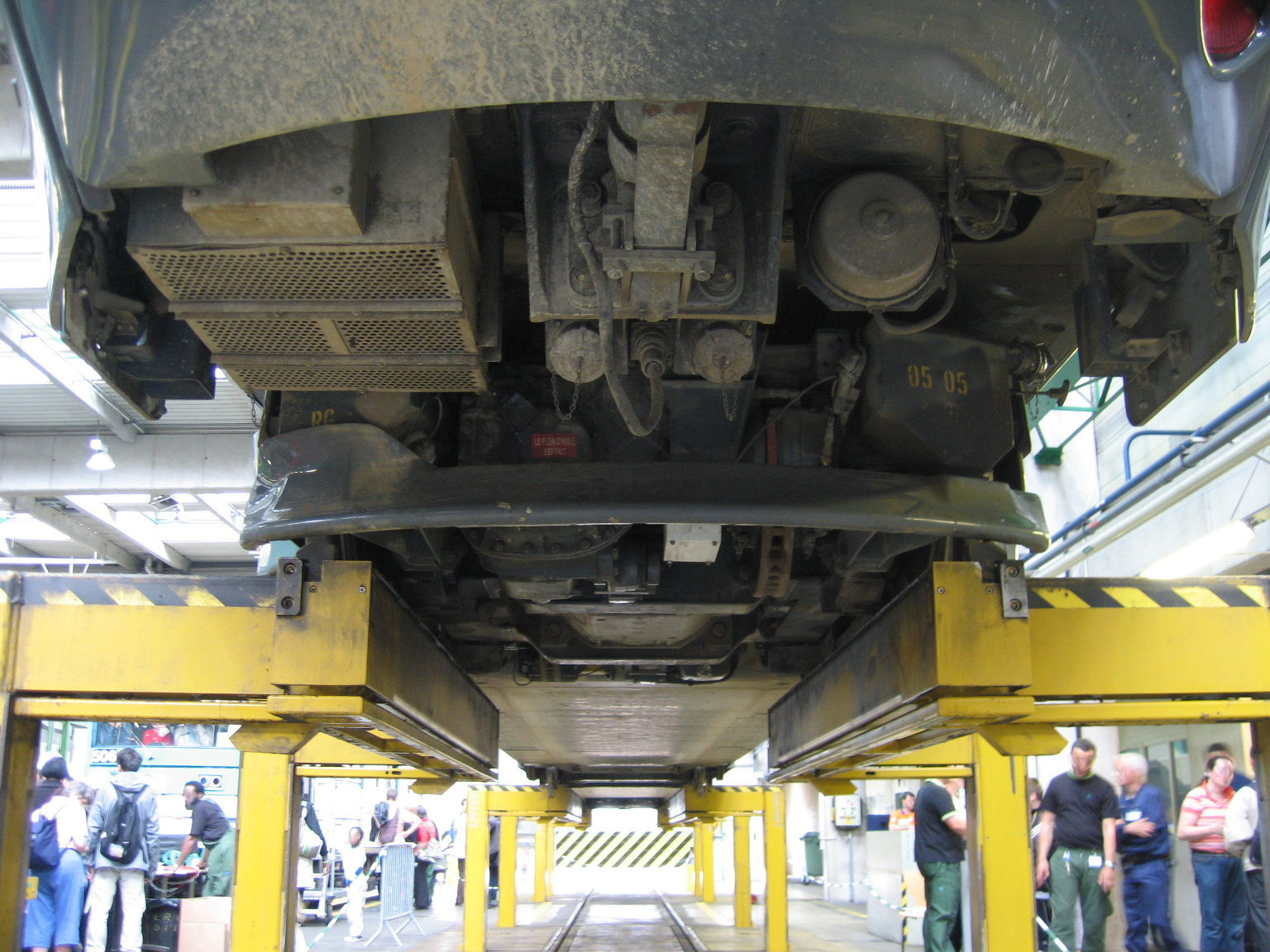
Fahrzeug der Bauart TFS im Betriebshof Bobigny bei der Revision

Für die Strecke stehen 35 Straßenbahnzüge des Typs TFS (auch als TW90/94 bezeichnet) in zwei verschiedenen Versionen des Herstellers Alstom bereit.
Die ältere Bauart (Triebwagen 101 bis 117) stammt aus dem Jahr 1992 und besitzt Gleichstrommotoren, die jüngere Version (Triebwagen 118 und 119) aus dem Jahr 1994 ist mit Asynchronmotoren ausgestattet. Weitere Fahrzeuge der letztgenannten Bauart (Triebwagen 201 bis 216) wurden in den Jahren 2003 und 2004 von der Linie T2 auf die T1 umgesetzt. Während die ersten Fahrzeuge zunächst einen silberfarbenen Wagenkasten – ähnlich den TFS der Straßenbahn Grenoble – aufwiesen, waren die von der T2 übernommenen Triebwagen bereits in den aktuellen Farben lackiert.

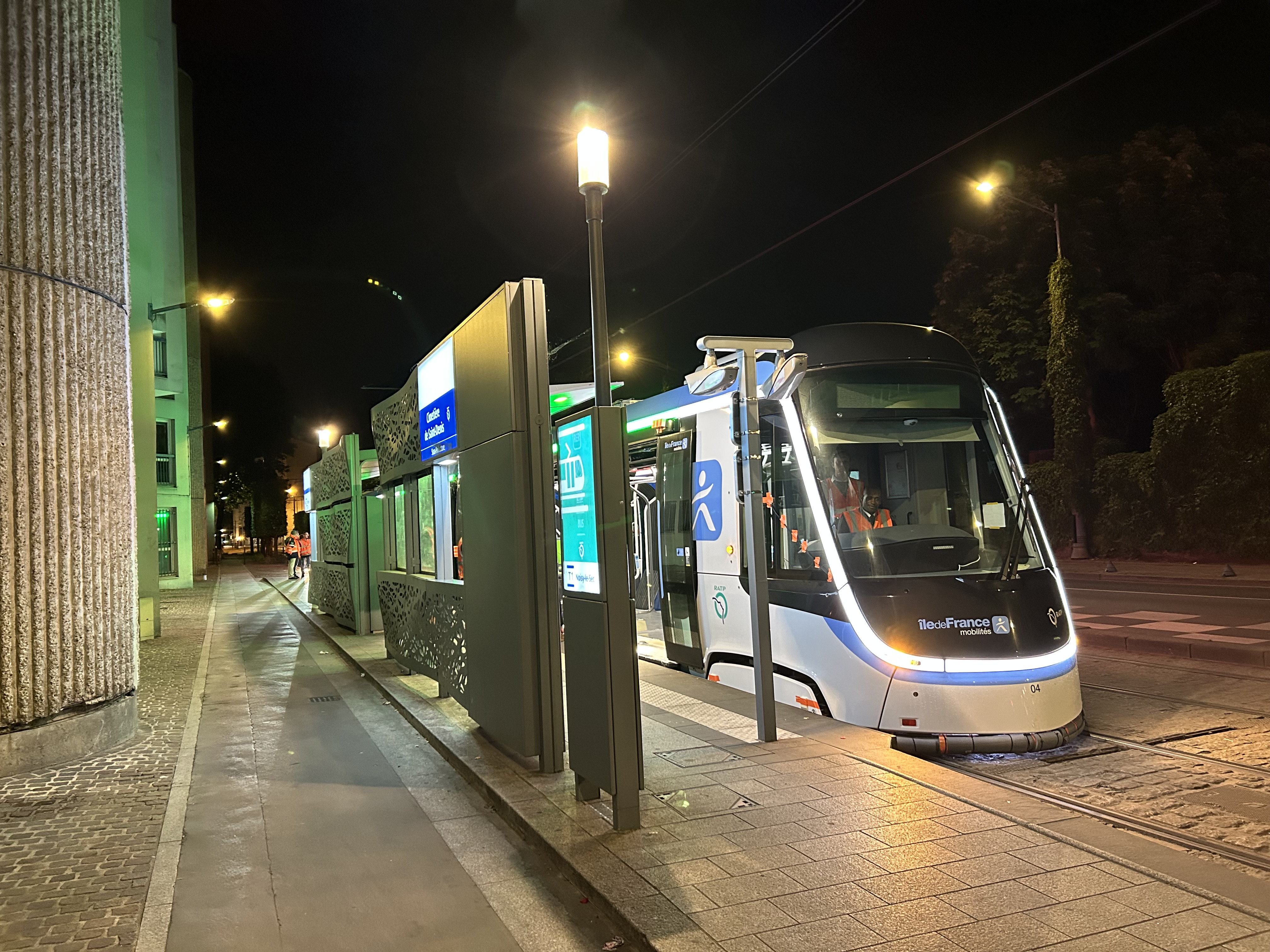
Ein Citadis X05 bei nächtlichen Probefahrten auf der Linie T1

2021 wurden 37 fünfteilige Citadis 305 (auch als TW20 bezeichnet) im Wert von 130 Millionen Euro bei Alstom bestellt. Der erste der 33 Meter langen und 2,4 Meter breiten Triebwagen wurde Anfang 2024 angeliefert. Im Gegensatz zu den bisher bei der Pariser Straßenbahn eingesetzten Typen 302, 402 und 405 verfügen die Fahrzeuge über ausdrehbare Fahrgestelle unter den Endwagen. Da hinter den Endwagen keine Sänfte, sondern je ein weiterer Wagen mit Radsätzen eingereiht ist, verfügt das Fahrzeug über acht Radsätze und damit über zwei mehr als die ähnlich langen Citadis 302. Ziel dieser Bauart ist eine Reduzierung des Spalts zwischen Fahrzeug und Bahnsteig. Die Straßenbahnen werden seit dem 10. Dezember 2024 im planmäßigen Fahrgastbetrieb eingesetzt.
Die Wartung der Fahrzeuge erfolgt im Betriebshof Ateliers de Bobigny, wohin von der Haltestelle Boboigny – Pablo Picasso eine eingleisige Betriebsstrecke führt. Dort werden auch die Züge der Métrolinie 5 gewartet. Auf dem mehr als 40 000 m² großen Gelände sind 10 000 m² der Straßenbahn vorbehalten, davon sind 1600 m² überdacht.

## Zukünftige Streckenverlängerungen

Streckenplan mit allen vorgesehenen Verlängerungen.

### Im Osten: Noisy-le-Sec – Val de Fontenay
Am östlichen Ende der Strecke ist Richtung Süden eine 7,7 Kilometer lange Verlängerung der Strecke mit 15 Stationen von Noisy-le-Sec zum Bahnhof Val de Fontenay in Bau. Bereits bei der Planung der Erweiterung bis Noisy-le-Sec ging man von einer späteren Verlängerung nach Süden aus, weshalb die Endhaltestelle nur provisorischen Charakter hat. Eine der betroffenen Gemeinden widersetzte sich jedoch lange Zeit einer Streckenführung durch ihr Stadtzentrum.
Im Jahr 2012 war vorgesehen, dass die Bauarbeiten 2014 beginnen und 2017 abgeschlossen werden sollten. 2024 wird von einer Eröffnung Mitte 2027 bis zur Rue de Rosny in Montreuil ausgegangen, bis Mitte 2029 bis Val de Fontenay. Die Fahrtdauer auf der Verlängerungsstrecke soll ca. 25 Minuten betragen, 50 000 zusätzliche Fahrgäste sind prognostiziert. Allerdings soll nach dem Vorbild der Linie T3 die Linie in Bobigny – Pablo Picasso in zwei getrennte Abschnitte gebrochen werden, die dann die Nummern T1a und T1b erhalten könnten.
Die Streckenverlängerung erfordert 15 zusätzliche Straßenbahnzüge, sie soll im Stadtgebiet von Montreuil einen eigenen Betriebshof erhalten.
Die Verlängerungsstrecke wird eine Reihe von Anschlüssen an andere öffentliche Verkehrsmittel der Region erhalten:
- RER E in Noisy-le-Sec und Fontenay-sous-Bois
- RER A in Fontenay-sous-Bois;
- 18 Buslinien (verteilt auf die gesamte Verlängerungsstrecke)
- Metrolinie 11 in Romainville
- Straßenbahnlinie T11 in Noisy-le-Sec nach deren Verlängerung
- die zukünftige Linie 15 des Grand Paris Express

### Im Westen: Asnières – Colombes
Das STIF genehmigte im März 2014 die Durchführung einer öffentlichen Anhörung zu dieser Streckenverlängerung, welche insgesamt auf einer sechs Kilometer langen Strecke zwölf weitere Haltestellen in den Städten Asnières-sur-Seine und Colombes umfasst. Dabei entstehen auch Umsteigemöglichkeiten zur Straßenbahn T2 und zur Linie J des Transilien.
Der erste Abschnitt der Verlängerung um eine Station nach Asnières-Quatre Routes, an der westlichen Stadtgrenze von Asnières, wurde am 12. Oktober 2019 eröffnet. 
In einer zweiten Etappe wird die Linie um weitere 11 Haltestellen von Asnières-Quatre Routes nach Petit-Colombes in Colombes verlängert, wobei bei der Haltestelle Parc Pierre Lagravère eine Verknüpfung mit der Linie T2 hergestellt wird. Hier wird es einen gemeinsam genutzten Streckenabschnitt geben. Dieser Abschnitt soll 2024 eröffnet werden.
Nach Fertigstellung der Strecke geht man von täglich 60 000 zusätzlichen Fahrgästen aus.

### Weitere Verlängerung im Westen nach Nanterre und Rueil
In weiterer Folge ist eine 7,5 km lange Verlängerung von Colombes über Nanterre bis zum Château de Malmaison in Rueil-Malmaison geplant. Diese soll 15 Stationen umfassen und würde neben der Erschließung von Nanterre und Rueil-Malmaison Umsteigemöglichkeiten zur RER-Linie A, der Transilien-Linie L und der zukünftigen Metro 15 schaffen. Die Fahrzeit würde von Petit-Colombes bis Château de Malmaison etwa 26 Minuten betragen. 2020 wurde für diese Verlängerung die déclaration d'utilité publique festgestellt, die den öffentlichen Nutzen des Projekts bestätigt, sodass im Anschluss die detaillierteren Planungen starten können. Die Verlängerung könnte 2027 bis Nanterre in Betrieb gehen und bis 2030 vollständig in Betrieb gehen.